# Erling Steinvegg
Erling Magnusson Steinvegg (vieux norrois: Erlingr Magnússon Steinveggr) (mort en mars 1207) est  le prétendant du parti des Bagler au trône de Norvège et anti-roi de  1204 à 1207. Sa candidature au trône entraîne la seconde guerre des Bagler qui durera jusqu’au compromis de 1208. 

## Biographie
Erling Magnusson  prétendait  être un fils illégitime du roi Magnus Erlingsson. Il affirmait avoir été détenu à l’époque du roi Sverre de Norvège par son allié et beau-frère le roi suédois Knut Eriksson et emprisonné dans une tour de pierre sur l'île de Visingsö dans le lac Vättern  d’où il se serait finalement échappé  en y gagnant son surnom de  « Steinvegg »  qui signifie « mur de pierre ».  
À la mort sans héritier connu du roi Håkon III de Norvège en janvier 1204, son jeune neveu âgé de 4 ans  Guttorm Sigurdsson est porté au trône  toutefois après la mort du roi enfant  dès août 1204, les membres du parti Bagler mené par l’évêque d'Oslo Nicolas Arnesson reconnaissent  Erling Steinvegg comme un fils de  Magnus V de Norvège et  font de lui leur candidat au trône.
Le roi  Valdemar II de Danemark  tente d'influencer la succession en Norvège et d’établir sa suzeraineté sur le sud du pays. Il  intervient à la  tête d'une flotte danoise de plus de 360 navires et occupe le Viken  pour appuyer les prétentions d’Erling. Erling Steinvegg  afin de prouver son ascendance royale subit avec succès une ordalie en présence du roi  Valdemar II de Danemark et reçoit de ce dernier de 35 navires de guerre. Erling se rend ensuite à l’Haugathing de Tønsberg  où il est proclamé roi en 1204 en concurrence avec Inge II Bårdsson le candidat des Birkebeiner. Par cette élection les Bagler reniaient en fait la constitution de 1164  imposée par l’Église qui prévoyait l’exclusion des enfants illégitimes du trône.
Erling et les Bagler ne réussissent cependant pas à établir leur domination sur l’ensemble de la Norvège mais seulement sur la province du Viken autour de l'Oslofjord. Lorsque Erling meurt en mars 1207, l’évêque Nicolas d’Oslo réussit à convaincre les Bagler d’élire comme roi son neveu Philippe Simonsson  bien que ce dernier ne soit en rien apparenté avec la famille royale.

## Postérité
D’une épouse inconnue Erling Steingveg laisse deux fils :
- Magnus mort jeune en 1199.
- Sigurd Ribbung  prétendant au trône  de Norvège